# چریلند (کالیفرنیا)
چریلند (به انگلیسی: Cherryland) یک منطقهٔ مسکونی در ایالات متحده آمریکا است که در شهرستان آلامدا، کالیفرنیا واقع شده‌است. چریلند ۳٫۱۰۱ کیلومتر مربع مساحت و ۱۴٬۷۲۸ نفر جمعیت دارد و ۲۰٫۱۲ متر بالاتر از سطح دریا قرار دارد.